# Laos ai Giochi della XXVIII Olimpiade
Il Laos partecipò ai Giochi della XXVIII Olimpiade, svoltisi ad Atene, Grecia, dal 13 al 29 agosto 2004, con una delegazione di 5 atleti impegnati in tre discipline.

## Risultati

### Atletica leggera
Maschile
Eventi su pista e strada
| Atleta                      | Evento      | Batteria  | Batteria   | Quarti di finale | Quarti di finale | Semifinale      | Semifinale      | Finale          | Finale          |
| Atleta                      | Evento      | Risultato | Classifica | Risultato        | Classifica       | Risultato       | Classifica      | Risultato       | Classifica      |
| --------------------------- | ----------- | --------- | ---------- | ---------------- | ---------------- | --------------- | --------------- | --------------- | --------------- |
| Chamleunesouk Ao Oudomphonh | 100 m piani | 11"30     | 7º         | non qualificato  | non qualificato  | non qualificato | non qualificato | non qualificato | non qualificato |

Femminile
Eventi su pista e strada
| Atleta                  | Evento      | Batteria  | Batteria   | Quarti di finale | Quarti di finale | Semifinale      | Semifinale      | Finale          | Finale          |
| Atleta                  | Evento      | Risultato | Classifica | Risultato        | Classifica       | Risultato       | Classifica      | Risultato       | Classifica      |
| ----------------------- | ----------- | --------- | ---------- | ---------------- | ---------------- | --------------- | --------------- | --------------- | --------------- |
| Philaylack Sackpraseuth | 100 m piani | 13"42     | 8ª         | non qualificata  | non qualificata  | non qualificata | non qualificata | non qualificata | non qualificata |

### Nuoto
Maschile
| Atleta                  | Evento            | Batteria  | Batteria   | Semifinale      | Semifinale      | Finale          | Finale          |
| Atleta                  | Evento            | Risultato | Classifica | Risultato       | Classifica      | Risultato       | Classifica      |
| ----------------------- | ----------------- | --------- | ---------- | --------------- | --------------- | --------------- | --------------- |
| Bounthanom Vongphachanh | 50 m stile libero | 28"17     | 77º        | non qualificato | non qualificato | non qualificato | non qualificato |

Femminile
| Atleta                  | Evento            | Batteria  | Batteria   | Semifinale      | Semifinale      | Finale          | Finale          |
| Atleta                  | Evento            | Risultato | Classifica | Risultato       | Classifica      | Risultato       | Classifica      |
| ----------------------- | ----------------- | --------- | ---------- | --------------- | --------------- | --------------- | --------------- |
| Vilayphone Vongphachanh | 50 m stile libero | 36"57     | 73ª        | non qualificata | non qualificata | non qualificata | non qualificata |

### Tiro con l'arco
Maschile
| Atleta                    | Evento               | Round di qualificazione | Round di qualificazione | Trentaduesimi di finale  | Sedicesimi di finale | Ottavi di finale     | Quarti di finale     | Semifinali           | Finale / FB          | Finale / FB     |
| Atleta                    | Evento               | Punteggio               | Seed                    | Avversario Punteggio     | Avversario Punteggio | Avversario Punteggio | Avversario Punteggio | Avversario Punteggio | Avversario Punteggio | Classifica      |
| ------------------------- | -------------------- | ----------------------- | ----------------------- | ------------------------ | -------------------- | -------------------- | -------------------- | -------------------- | -------------------- | --------------- |
| Phoutlamphay Thiamphasone | Individuale maschile | 557                     | 63º                     | Petersson (SWE) P 95–158 | non qualificato      | non qualificato      | non qualificato      | non qualificato      | non qualificato      | non qualificato |